# Wilhelm Söth
Wilhelm Friedrich Söth (* 15. Februar 1903 in Wilster; † 6. Juli 1978 in Hamburg) war ein deutscher Offizier, zuletzt Generalmajor im Zweiten Weltkrieg.

## Leben
Söth war Sohn eines Heizers. Es war damit einer der ganz wenigen Generäle der Wehrmacht dessen Vater zur Arbeiterklasse angehörte. Er trat am 1. Oktober 1921 als Freiwilliger in die Reichswehr, genauer ins 6. Infanterie-Regiment, ein. Am 30. September 1933 wurde er als Wachtmeister des 2. Artillerie-Regiments verabschiedet. Sein Wiedereintritt als Oberleutnant in die Reichswehr erfolgte am 1. Juli 1934. Sein Rangdienstalter wurde auf den 1. September 1928 datiert. Am 1. Oktober 1938 wurde er Kommandeur vom II. Bataillon des Artillerie-Regiments 56. Er wurde am 28. November 1940 als Hauptmann im Artillerie-Regiment 56 mit dem Ritterkreuz des Eisernen Kreuzes ausgezeichnet. Am 1. April 1942 wurde zum Oberstleutnant befördert. Für seinen Einsatz an der Ostfront erhielt er am 27. Mai 1942 das Deutsche Kreuz in Gold. Ab dem 1. April 1943 war er Kommandeur vom Panzer-Artillerie-Regiment 73 der 1. Panzer-Division . Am 1. August 1943 erfolgte die Beförderung zum Oberst. Ab 27. Juli 1944 Kommandeur der Grenadier-Brigade 1131. Vom 1. Januar 1945 kommandierte er die 3. Panzer-Division. Die Beförderung zum Generalmajor erfolgte am 30. Januar 1945.